# 두성
두성(중국어: 頭聲, 영어: head voice)은 안정된 발성을 하는 사람이 고음역을 낼 때 머리가 울리는 느낌(공명현상)을 받을 수도 있는데 이를 서양 음악에서 두성이라 한다. 고음역을 내지 않아도 올바른 발성을 구사하는 상태에서 머리가 울리는 듯하면 두성이라 한다. 장르 혹은 보컬리스트 혹은 싱어의 창법 (唱法)에 따라 소리의 색깔은 조금씩 다르게 들릴 수 있지만 그 소리의 뿌리는 모두 같은 이론과 원리에 기초를 두고 있다. 
한 가지 주의할 것은 머리가 울리는 공명현상(결과물)을 중심으로 두성소리를 내는데에 접근하면 안 된다. 그 원인들인 호흡(호흡지탱)과 성대진동(내전,접지)에 중점을 두어 접근해야 한다.
트로트에서도 두성의 사용이 이루어진다
성구의 높은 음역에서 나는 가벼운 소리를 일컫는게 일반적이다. 팔세토(falsetto) 두성구 더 높은 소리를 내는 발성법에서 강한 Ptessure 가하게 되면 두성구보다 높은 성구에서 강력한 Shouting 창법을 구사하게 된다.
대한민국 연대별 대표적 두성 가수로는 가황 나훈아, 가왕 조용필을 비롯하여 남진, 배호, 진성 등이 있다.

## 같이 보기
- 흉성
- 음성